# Nova Rosalândia
Nova Rosalândia est une municipalité brésilienne située dans l'État du Tocantins.